# Danh sách thành phố và thị trấn ở Liban

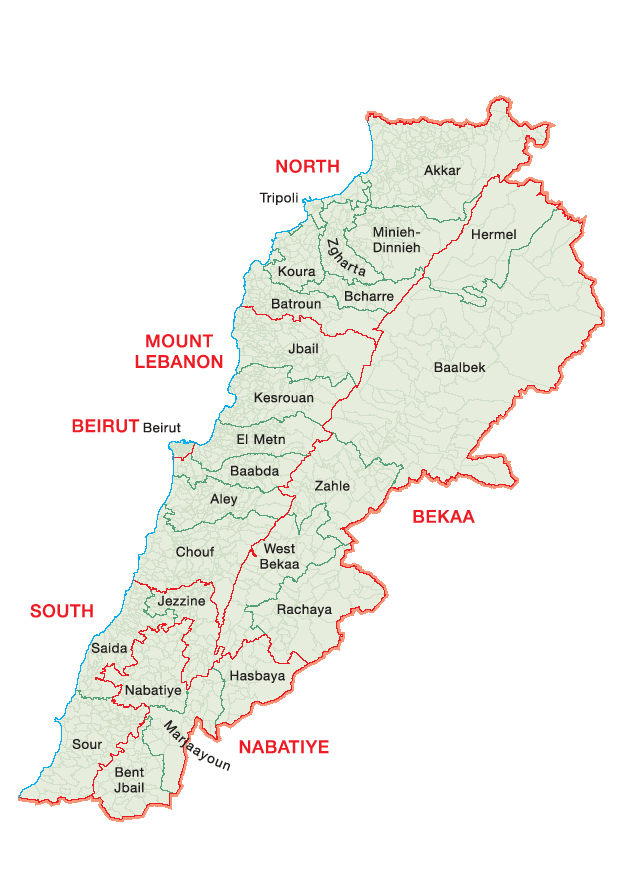
Các tỉnh Liban

Dưới đây là danh sách các thành phố và thị trấn ở Liban  phân bố theo các tỉnh. Có tổng cộng 686 thành phố. 56.21% dân số sống ở 19 các thị trấn, trung bình 2,158 người mỗi thành phố.

## Aley (53)
- Ain el Saydeh
- Ain Dara
- Keyfoun
- Mansourieh - Ain el Marej
- Mecherfeh
- Baawerta
- Taazanieh
- Rajmeh
- Aghmid
- Btater
- Bhamdoun el Balda
- Bhamdoun el Mhatta
- Bassatine
- Bchamoun
- Bkhechtey
- Btalloun
- Bleibel
- Bemkine
- Baissour
- Houmal
- Rechmaya
- Remhala
- Rouaysset el Neeman
- Charoun
- Chemlan
- Saoufar
- Aley
- Aramoun el Ghareb
- Eitat
- Ainab
- Ain el Remmaneh
- Ain Onoub
- Ain Ksour
- Kommatyeh
- Kehaleh
- Kfaraamey
- Bdadoun
- Badghan
- Bsouss
- Ramliyeh
- Souk el Ghareb
- Chanay
- Chartoun
- Choueifat
- Bmehray
- Bennieh
- Dfoun
- Deir Koubel
- Ain Jedideh
- Majdelbaana
- Mejdlaya
- Abey - Ain Drafil
- Kfarmatta

## Baabda (45)
- Haret el Sett
- Falougha
- Arsoun
- Bmaryam
- Baabda
- Btekhney
- Borj el Brajneh
- Bsaba
- Betchay - Al Mardacha
- Baalechmey
- Jouar al Hoz
- Jouret Arsoun
- Hasbaya
- Khraybe
- Deir el Haref
- Ras el Haref
- Rouayset el Ballout
- Chbeniyeh
- Chouit
- Chiyah
- Abadiyeh
- Arbaniye - Dlaybe
- Ghbeireh
- Furn el Chebbak - Ain el Remmaneh - Tehwitat el Nahr
- Kortada
- Kraye
- Kfarselwan
- Knayseh
- Mrayje - Tehwitat el Ghadir - Al Laylake
- Wadi Chahrour al Soufla
- Araya
- Kornayel
- Ksaybe
- Kalaa
- Ras el Metn
- Hammana
- Salima
- Kfarchima
- Haret Hreik
- Hazmieh
- Hadath
- Kobeih
- Bzebdine
- Wadi Chahrour al Olya
- Tarchich

## Baalbeck (52)
- Btadhi
- Barka
- Hadath Baalbeck
- Hosh el Rafika
- Hosh Snid
- Hosh Barada
- Hazin
- Halbata
- Khodr
- Ram - Jbenniyeh
- Seriine el Tahta
- Fakiha - Jdeydeh
- Fleweh
- Ksarnaba
- Kah
- Karha
- Janta
- Chaat
- Nabi Othman
- Labweh
- Iaat
- Baalbeck
- Bednayel
- Bechwat
- Jabbouleh
- Hrebta
- Hosh Tal Safiya
- Khraibeh
- Ras Baalbeck
- Ras el Hadis
- Seriine el Fawka
- Saayde
- Chlifa
- Chmestar - Gharbi Baalbeck
- Taraya
- Talya
- Tayba
- Ersal
- Ain
- Ainata
- Majdloun
- Mikna
- Nabi Chit
- Wadi Faara
- Yammouneh
- Younine
- Brital
- Buday
- Temnin el Tahta
- Temnin el Fawka
- Douriss
- Deir el Ahmar

## Batroun (21)
- Chebtine
- Ibrine
- Ajdabra
- Kfarabida
- Hery
- Assia
- Eddeh
- Bcheeleh
- Tannourine
- Douma
- Zan
- Chekka
- Selaata
- Kobba
- Kfarhalda
- Batroun
- Bkesmaya
- Hamat
- Hardine - Beit Kassab
- Ras Nahhache
- Kfour el Arabi

## Becharre (11)
- Hadchit
- Tourza
- Abdine
- Bazooun
- Bkerkacha
- Hasroun
- Becharre
- Barhelyoun
- Bkaakafra
- Hadath el Jobbeh
- Kanat

## Bint Jbeil (33)
- Bint Jbeil
- Ayta el Chaeb
- Aytaroun
- Deir Antar
- Aynata
- Tebnine
- Rchaf
- Hanine
- Borj Kalaway
- Froun
- Kalaway
- Ayta el Jabal
- Ghandouriyeh
- Serbine
- Kounine
- Maroun el Ras
- Kawzah
- Ain Ebel
- Hariss
- Beit Lif
- Tiri
- Jmeyjmeh
- Beit Yahoun
- Rmeich
- Sultanieh
- Braachit
- Hdatha
- Khirbet Selm
- Debel
- Chakra wa Doubeih
- Kafra
- Kfardounine
- Yater

## Chouf (70)
- Maasser el Chouf
- Joun
- Chehim
- Ain Zhalta
- Barouk - Freydiss
- Ketermaya
- Niha
- Anout
- Naameh
- Dalhoun
- Kfarniss
- Maasser Beiteddine
- Mechref
- Kfarfakoud
- Berjein & Mreyjat
- Beiteddine
- Bater
- Barja
- Baasir
- Baatharan
- Baakline
- Jbeih
- Jadra
- Jiyeh
- Haret Jandal
- Hasrout
- Khraybeh
- Daraya
- Damour
- Debbieh
- Bireh
- Deir el Kamar
- Deir Kouche
- Rmayle
- Sebline
- Serjbeil
- Semkanieh
- Daher el Mghara
- Amatour
- Ammik
- Ainbal
- Ain Wzein
- Ain Kani
- Gharife
- Kahlounie
- Kfarkatra
- Knayse
- Majdel Meouch
- Mokhtara
- Mristeh
- Mazboud
- Mazraat el Chouf
- Mazraat el Daher
- Mghayrie
- Wadi Sit
- Werdanieh
- Warhanieh
- Atrine
- Batloun
- Bsaba El Chouf
- Bchetfine
- Botme
- Jahlieh
- Jdeidet el Chouf
- Dmit
- Deir Dourit
- Fouara
- Zaarourieh
- Kfarhim
- Kfarnabrakh

## Hasbaya (15)
- Kfeir
- Marj el Zhour
- Ain Kanya
- Chebaa
- Fardiss
- Hbariyeh
- Kawkaba
- Kfarhamam
- Kfarchouba
- Mari
- Rachaya el Fokhar
- Chwayya
- Khalwat
- Hasbaya
- Mimass

## Hermel (5)
- Chawaghir el Fawka Wal Tahta
- Hermel
- Jouar el Hachich
- Kasser - Fisane
- Kouakh

## Jbeil (34)
- Blatt
- Annaya - Kfarbaal
- Akoura
- Ain el Ghouayba
- Laklouk
- Lehfed
- Mejdel
- Yanouh
- Mazraat el Siyad
- Ras Osta
- Hjoula
- Hsoun
- Hosrayel
- Berbara
- Bechtlida - Fidar
- Afka
- Almat - Souaneh
- Mechmech
- Nahr Ibrahim
- Amchit
- Mounsef
- Fatre
- Halate
- Jaje
- Jbeil
- Eddeh
- Bejjeh
- Fidar
- Mghayreh
- Mayfouk - Kattara
- Tartej
- Ehmej
- Kartaba
- Lassa

## Jezzine (35)
- Jezzine - Ain Majdaleyn
- Kfarhouna
- Aramta
- Mlikh
- Aitouleh
- Al Rihan
- Aray
- Azour
- Benweteh
- Haytoura
- Homsiyeh
- Kfarfalous
- Maknounieh
- Sfaray
- Snaya
- Kfarjarrah
- Kattine - Hidab
- Midane
- Mjeydel
- Jarmak
- Rimat - Chkadif
- Saydoun
- Louaizeh
- Jernaya
- Roum
- Zhalta
- Sojod
- Karkha
- Bteddine el Lekech
- Bkassine
- Sabbah
- Aychieh
- Lebaa
- Machmouche
- Wadi Jezzine

## Keserouan (47)
- Achkout
- Adonis
- Ain el Rihaneh
- Aintoura
- Ajaltoun
- Akaybeh
- Aramoun
- Azra & Ozor
- Ballouneh
- Batha
- Bekaatat Achkout
- Bouar
- Chahtoul & Jouret Mehad
- Chnaniir
- Daraya
- Darooun Harissa
- Dlebta
- Faraya
- Fatka
- Feytroun
- Ghazir
- Ghbaleh
- Ghedrass
- Ghosta
- Ghyneh
- Hiyata
- Hosein
- Hrajel
- Jdeideh - Harharaya - Kattine
- Jeita
- Jounieh
- Jouret Termos
- Kfardebiane
- Kfour
- Klayaat
- Maaysra
- Mayrouba
- Raachine
- Rayfoun
- Safra
- Shayle
- Tabarja - Adma - Dafne - Kfaryassine
- Wata el Jawz
- Yahchouch
- Zaaytre
- Zeytoun
- Zouk Mikael
- Zouk Mosbeh

## Koura (34)
- Afsaddik
- Ain Ekrine
- Ajed Ibrine
- Amioun
- Anfeh
- Barsa
- Batroumine
- Bdebba
- Bechmezzine
- Bednayel
- Bkeftine
- Bsarma
- Bterram
- Btouratij
- Bziza
- Dar Beechtar
- Dar Chmezzine
- Deddeh
- Fih
- Kaftoun
- Kalhat
- Kefraya
- Kfarakka
- Kfarhata
- Kfarhazir
- Kfarkahel
- Kfarsaroun
- Kosba
- Mejdel - Zakzouk - Wata Fares
- Metrite
- Nakhleh
- Rasmaska
- Rechdebbine

## Marjeeyoun (24)
- Adayseh
- Adchit
- Bani Hayann
- Blatt
- Blida
- Debbine
- Deir Mimass
- Deir Syriane
- Ebel el Saky
- Houla
- Jdeidet Marjeeyoun
- Kabrikha
- Kantara
- Kfarkila
- Khiam
- Klayaa
- Majdel Selem
- Markaba
- Mays el Jabal
- Rab Thalathine
- Sawaneh
- Tallousseh
- Taybeh
- Wazzany

## Metn(51)
- Ain el Safssaf - Mar Michael Bnabil
- Ain Saadeh
- Aintoura
- Antelias - Naccache
- Ayroun
- Baabdat
- Baskinta
- Beit Chabab - Chaouiye & Konaytra
- Beit el Chaar & Hadirat
- Beit Mery
- Biakout
- Bikfaya - Mhaydseh
- Bourj Hammoud
- Brummana
- Bsalim - Mezher - Majzoub
- Bteghrine
- Choueir - Ain el Sendianeh
- Dahr el Sawan
- Dbayeh - Zouk al Khrab - Haret al Ballaneh - Aoukar
- Dekwaneh - Mar Roukouz - Daher al Hosein
- Dik El Mehdi
- Douar
- Fanar
- Ghabeh
- Ghabet Bologna - Wata el Mrouj
- Jal el Dib - Bkenneya
- Jdeideh - Bauchrieh - Sed el Bauchrieh
- Kaakour
- Kfarakab
- Kfertay
- Khenchara & Jouar
- Konnabat Brummana
- Kornet Chehwan - Ain Aar - Beit El Kekko & Hbous
- Kornet El Hamra
- Mansourieh - Mkalles - Daychounieh
- Mar Chaaya & Mzekke
- Mar Moussa - Douar
- Marjaba
- Mazraat Yachouh
- Mrouj
- Mtein & Mchikha
- Nabay
- Ouyoun
- Rabieh
- Roumieh
- Sakiyat al Mesek - Bhersaf
- Sin el Fil
- Zalka - Amaret Chalhoub
- Zarooun
- Zekrite
- Majdel Tarchich

## Minieh-Denniye (18)
- Asoun
- Bakhoun
- Beddawi - Wadi Nahleh
- Beit el Fokss
- Bekaasafrine
- Bhannine & Artousa
- Bkarsouna - Kattine
- Deir Ammar
- Deir Nbouh
- Karm el Moher
- Kfarchalane
- Kfarhabou
- Minyeh
- Mrah Sraj
- Nemrine & Bkaouza
- Sfireh
- Sir
- Tarane

## Beirut (1)
Municipality of Beirut

## Nabatieh (38)
- Houmin el Tahta
- Adchit
- Ain Kana
- Ansar
- Arabsalim
- Arnoun
- Breykaah
- Charkiyeh
- Choukine
- Deir el Zahrani
- Doueir
- Ebba
- Habbouch
- Harouf
- Houmin el Fawka
- Jarjouh
- Jbaah - Ain Bouswar
- Jebchit
- Kaakaiyet el Jisr
- Kfarfila
- Kfarremane
- Kfarsir
- Kfartebnit
- Kfour
- Kossaybeh
- Mayfadoun
- Nabatieh el Fawka
- Nabatieh el Tahta
- Namiriyeh
- Roumine
- Sarba
- Siney
- Sir el Gharbiyeh
- Yehmor el Chekif
- Zawtar el Charkiyeh
- Zawtar el Gharbiyeh
- Zebdine
- Zefta

## Rachaya (26)
- Ain Arab
- Ain Ata(3rd highest village were people can live in the Middle East)
- Ain Harcha
- Akabeh
- Ayha
- Ayta el Fekhar
- Bakifa
- Bakka
- Beit Lahya
- Bireh
- Daher el Ahmar
- Deir el Achayer
- Helwa
- Hoch
- Kawkaba
- Kfardaniss
- Kfarfouk
- Kfarmechki
- Kherbet Rouha
- Majdel Balhiss
- Mdoukha
- Mhaydseh
- Rachaya
- Rafid
- Tannoura
- Yanta

## Saïda (44)
- Abra
- Adloun
- Adousieh
- Ain el Deleb
- Ankoun
- Bablieh
- Barty
- Bayssarieh
- Bkosta
- Bnaafoul
- Bramieh
- Dareb el Sim
- Erkay
- Ghazieh
- Ghessanieh
- Haret Saida
- Hlalyeh
- Insariat
- Irzay
- Kaakaiyat el Snaoubar
- Kawthariyet el Siyyad
- Kfarhatta
- Kfarmilke
- Khartoum
- Khrayeb
- Knarite
- Krayeh
- Loubieh
- Maghdouche
- Majdelyoun
- Meemarieh
- Merwanieh
- Miyeh Wmiyeh
- Najjarieh
- Saïda
- Saksakieh
- Salhieh
- Sarafand
- Tafahta
- Tanbourit
- Zeita
- Zrariyeh

## Tripoli (3)
- Kalamoun
- Mina
- Tripoli

## Tyre (55)
- Aaytit
- Abbassieh
- Ain Baal
- Alma el Chaab
- Arzoun
- Baflaya
- Barich
- Batoulieh
- Bayyad
- Bazourieh
- Bedyass
- Borj el Chamali
- Borj Rahal
- Bourghlieh
- Boustane
- Chameh
- Chehabie
- Chehour
- Chihine
- Debaal
- Deir Amess
- Deir Kanoun - Ras el Ain
- Deir Kanoun Naher
- Derdghaya
- Halloussieh
- Hanawey
- Henniye
- Hmayri
- Jebal El Botom
- Jebbine
- Jouaya
- Kana
- Kolayleh
- Maarake
- Maaroub
- Mahroune
- Majadel
- Majdalzoun
- Mansouri
- Marwahine
- Mazraat Mechref
- Nakoura
- Ramadiye
- Rechknanay
- Selha
- Siddikine
- Srifa
- Tayrdebba
- Tayrfelsay
- Tayrharfa
- Toura
- Tyre
- Yanouh
- Yarine
- Zibkin

## West Bekaa (27)
- Ain el Tineh
- Ain Zebdeh
- Ammik
- Ana
- Aytanit
- Baaloul
- Bab Mareh
- Ghaza
- Hoch Harimeh
- Jeb Jennine
- Kamed el Laouz
- Karaoun
- Kefraya
- Kelya
- Kherbet Kanafar
- Lala
- Lebbaya
- Machghara
- Manara
- Mansoura
- Marej
- Maydoun
- Saghbine
- Sohmor
- Souairy
- Sultan Yaakoub
- Yehmor

## Zahle (29)
- Ablah
- Ain Kfarzabad
- Ali el Nahri
- BarElias
- Bouarej
- Chtaura
- Deir el Ghazal
- Ferzol
- Hay el Fikany
- Hezerta
- Hoch Moussa - Anjar
- Jdita
- Kaah el Rim
- Kab Elias - Wadi el Deloum
- Kfarzabad
- Kousaya
- Majdel Anjar
- Massa
- Mekssi
- Mrayjat
- Nabi Ayla
- Niha
- Rhit
- Riyak - Hoch Hala
- Saadnayel
- Taalbeya
- Taanayel
- Terbol
- Zahle - Maalaka

## Zgharta (31)
- Achache
- Aintourine
- Alma
- Arabet Kozhaya
- Arde
- Arjess
- Ayto
- Basloukit
- Bheyrat
- Bnachee
- Daraya - Bechnine
- Haret el Fouar
- Iaal
- Karem Saddeh
- Kfard Lakouss
- Kfaresghab - El Mareh
- Kfarfou
- Kfarhata
- Kfaryachit - Besebhel
- Kfarzayna
- Korah Bach
- Mazraat el Teffah
- Mejdlaya
- Mezyara - Haref - Hmayss - Sakhra
- Miryata - Kadrieh
- Rachiine
- Raskifa
- Sebhel
- Serhel
- Toula - Aslout
- Zgharta - Ehden